# Santa Lucía (Honduras)
Santa Lucía es un municipio del departamento de Francisco Morazán en la República de Honduras.

## Toponimia
Su nombre primitivo fue "Surcagua" que significa "Lugar de ranas". Su nombre actual es en honor a Lucia de Siracusa, santa de la iglesia católica.

## Historia

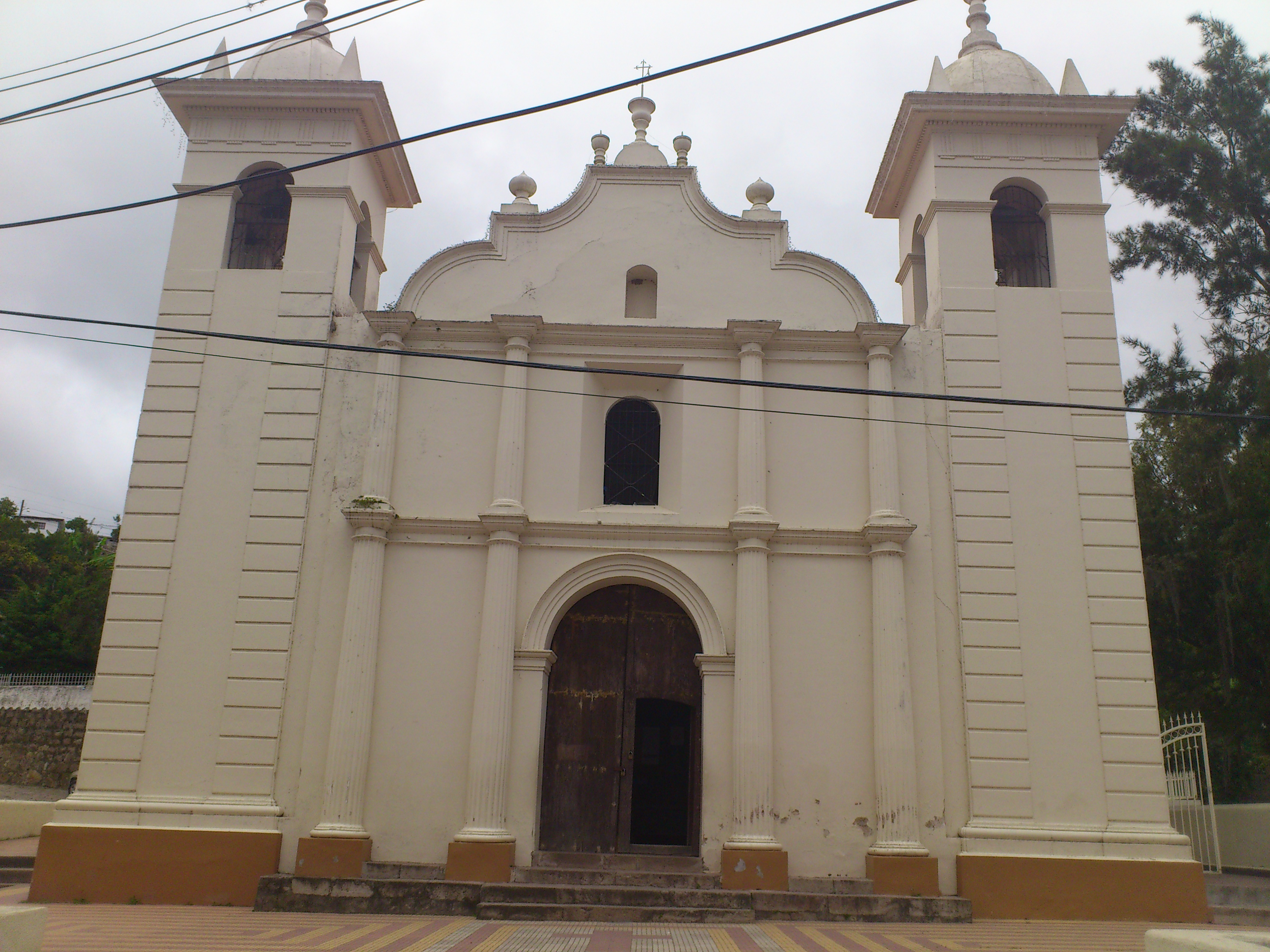
La iglesia de Cristo Señor de las Mercedes de Santa Lucía fue edificada en el.

No se tiene datos exactos de sus inicios, aunque se sabe que es uno de los poblados más antiguos, de que haya sido habitado antes de la llegada de los españoles, aunque algunos escritores han afirmado que la minería se inició en 1580, hay documentos que indican que alrededor de 1540 ya había sido visitada por los primeros exploradores españoles que buscaban vetas minerales y luego comenzaron a explotar sus ricas minas.
Es tal la antigüedad de este municipio que para el 15 de enero de 1572 ya se estaba recibiendo un obsequio del rey Felipe II de España, la cual era una imagen, esta reliquia histórica se encuentra en la iglesia “Cristo Señor de las Mercedes de Santa Lucía” lo que consta en los libros respectivos; por ese tiempo es posible que también haya sido construida su iglesia para esta imagen, ya que también fue construida la iglesia de Cedros y existe relatos orales que la imagen que llevaron para Cedros era la que venía para Santa Lucía, y la que quedó en Santa Lucía era para Cedros, pero un intento de trasladarla resultó imposible por el peso.
En 1820 (12 de noviembre), fue la fundación de Santa Lucía como municipio del Departamento de Francisco Morazán.
En su libro "Exploraciones y Aventuras en Honduras" publicado en 1857, el explorador William V. Wells, menciona:
"Es Santa Lucía, poco más o menos 4.500 pies sobre el nivel del mar, vi un pequeño campo sembrado de patatas del cual en marzo se suplen varias familias de Tegucigalpa. Mi Viejo amigo el señor Ferrari me había presionado a menudo a fin de que visitáramos su hacienda de caña, conocida con el nombre de EL SITIO... En las faldas de las montañas azuladas que nos rodeaban entre nubes podían verse varias parcelas cultivadas que mi compañero dijo eran trigales. Luego salimos a una garganta tapizada de verde donde Don José me señaló el primer molino de trigo que yo había visto en el país. Se hace trabajar activamente después de la cosecha. lo impulsan las aguas del río Chiquito, que aquí desciende rápido, para unirse a el Río Grande en Tegucigalpa... Desde nuestro puesto tuvimos una esplendida vista de Santa Lucía, aldea pequeña pero graciosamente construida, emparrada con arboledas y adornada con una iglesia nítidamente blanca, las milpas y trigales se destacaban en las faldas de esta serranía..."
En el anuario de 1889 se menciona que el pueblo era habitado principalmente por descendientes de españoles (criollos), sin embargo el mestizaje ya se había iniciado a inicios del siglo XIX, en la comunidad de historiadores de Honduras aún existen dudas de que este lugar haya sido habitado antes por culturas indígenas principalmente de etnia Lenca debido a que los primeros pobladores registrados en las crónicas trajeron indígenas esclavizados de Marcala para trabajar en sus plantaciones, también se trajeron algunos esclavos negros desde el puerto de Trujillo, quienes en su mayoría habitaron en la zona conocida como La Travesía.
En 1943, el Departamento de Tegucigalpa pasó a llamarse Departamento de Francisco Morazán.

## Economía
Hay mucha actividad agrícola en la zona rural con cultivos tradicionales no permanentes tales como hortalizas, maíz, frijoles y otros.

## Turismo

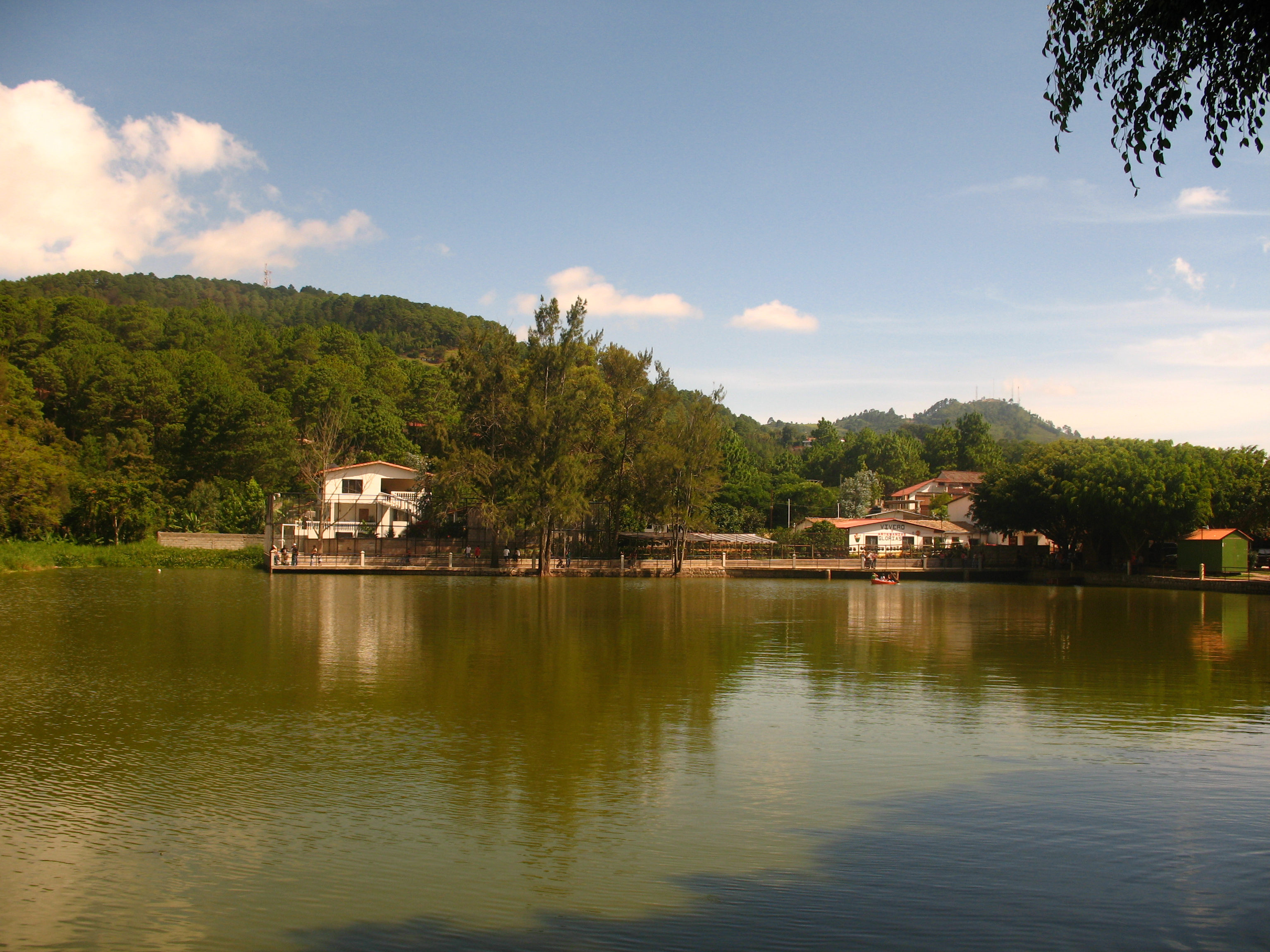
Laguna de Santa Lucía.

Santa Lucía es uno de los destinos turísticos preferidos de quienes visitan la capital del país, con un clima templado, el pueblo principal permite ser recorrida a pie cómodamente empezando por una laguna llena de vida, patos y tortugas la llaman su hogar y se pasean tranquilamente entre los visitantes y en la cual se puede alquilar barcos de remo para recorrerla, haciendo que la experiencia sea aún más entretenida.

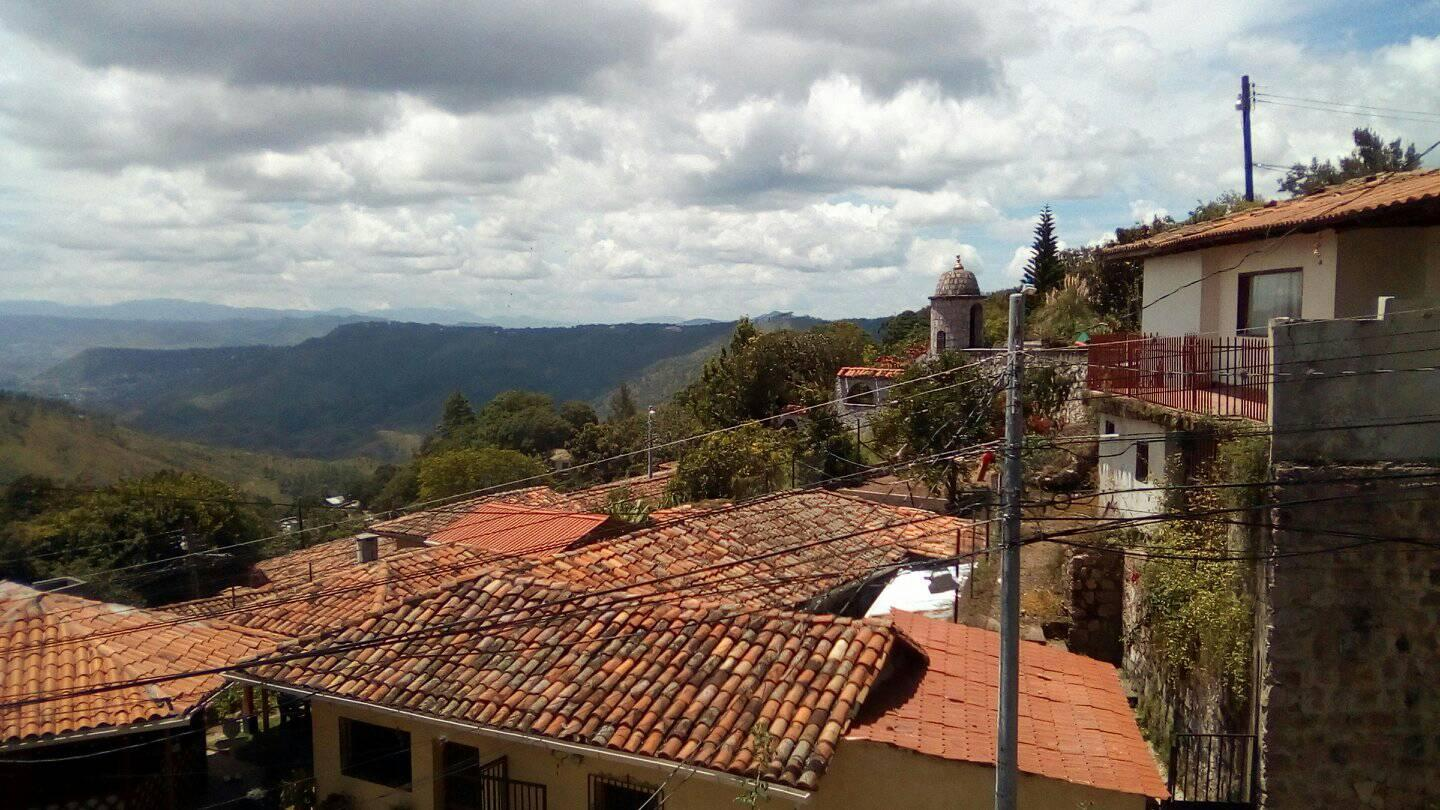
El casco histórico de Santa Lucia es de los mejores conservados de Honduras.

El pueblo está lleno de miradores que permiten una vista sublime de la capital del país, varios Cafés y restaurantes se encuentran al alcance en dichos miradores la cual se ha convertido en una oportunidad para disfrutar de los mejores cafés y platillos de Honduras. El pueblo conserva bastante su estructura colonial original, desde las casas, las calles de piedra, callejones, y su iglesia lo cual llama bastante la atención pues ha sido pocas las construcciones modernas en el.

### Parque nacional la Tigra
Cubre un 50% del territorio del municipio, con una superficie estimada en 65.03 km² de las cuales 4,330 Hectáreas aún están cubiertas de bosque.

## Clima
El clima en Santa Lucia es templado subhumedo (Köppen, Cwb) con lluvias en verano de humedad media e invierno mayormente seco.
casi todo el año con bastante viento y bastante precipitaciones durante los meses de mayo hasta agosto. En los meses de septiembre a diciembre es bastante frío.
| Parámetros climáticos promedio de Santa Lucia , FM, Honduras                                   | Parámetros climáticos promedio de Santa Lucia , FM, Honduras | Parámetros climáticos promedio de Santa Lucia , FM, Honduras | Parámetros climáticos promedio de Santa Lucia , FM, Honduras | Parámetros climáticos promedio de Santa Lucia , FM, Honduras | Parámetros climáticos promedio de Santa Lucia , FM, Honduras | Parámetros climáticos promedio de Santa Lucia , FM, Honduras | Parámetros climáticos promedio de Santa Lucia , FM, Honduras | Parámetros climáticos promedio de Santa Lucia , FM, Honduras | Parámetros climáticos promedio de Santa Lucia , FM, Honduras | Parámetros climáticos promedio de Santa Lucia , FM, Honduras | Parámetros climáticos promedio de Santa Lucia , FM, Honduras | Parámetros climáticos promedio de Santa Lucia , FM, Honduras | Parámetros climáticos promedio de Santa Lucia , FM, Honduras |
| Mes                                                                                            | Ene.                                                         | Feb.                                                         | Mar.                                                         | Abr.                                                         | May.                                                         | Jun.                                                         | Jul.                                                         | Ago.                                                         | Sep.                                                         | Oct.                                                         | Nov.                                                         | Dic.                                                         | Anual                                                        |
| ---------------------------------------------------------------------------------------------- | ------------------------------------------------------------ | ------------------------------------------------------------ | ------------------------------------------------------------ | ------------------------------------------------------------ | ------------------------------------------------------------ | ------------------------------------------------------------ | ------------------------------------------------------------ | ------------------------------------------------------------ | ------------------------------------------------------------ | ------------------------------------------------------------ | ------------------------------------------------------------ | ------------------------------------------------------------ | ------------------------------------------------------------ |
| Temp. máx. abs. (°C)                                                                           | 25.0                                                         | 27.0                                                         | 30.0                                                         | 31.0                                                         | 33.5                                                         | 31.2                                                         | 29.5                                                         | 29.2                                                         | 28.0                                                         | 27.9                                                         | 26.7                                                         | 25.9                                                         | 33.5                                                         |
| Temp. media (°C)                                                                               | 17.8                                                         | 19.0                                                         | 19.8                                                         | 21.4                                                         | 21.0                                                         | 21.3                                                         | 21.3                                                         | 20.4                                                         | 19.7                                                         | 19.6                                                         | 18.6                                                         | 17.7                                                         | 19.8                                                         |
| Temp. mín. media (°C)                                                                          | 14.06                                                        | 14.6                                                         | 14.6                                                         | 16.0                                                         | 17.0                                                         | 17.8                                                         | 17.3                                                         | 17.5                                                         | 17.4                                                         | 17.0                                                         | 14.7                                                         | 14.7                                                         | 16.1                                                         |
| Precipitación total (mm)                                                                       | 2.8                                                          | 5.4                                                          | 6.0                                                          | 31.0                                                         | 38.9                                                         | 271.8                                                        | 202.6                                                        | 202.7                                                        | 236.6                                                        | 131.6                                                        | 48.8                                                         | 10.6                                                         | 1284.7                                                       |
| Días de precipitaciones (≥ 1 mm)                                                               | 1.68                                                         | 1.45                                                         | 2.00                                                         | 4.73                                                         | 12.36                                                        | 21.14                                                        | 18.59                                                        | 19.04                                                        | 20.82                                                        | 14.59                                                        | 6.18                                                         | 2.64                                                         | 125.2                                                        |
| Humedad relativa (%)                                                                           | 74.32                                                        | 73.45                                                        | 73.23                                                        | 74.33                                                        | 77.36                                                        | 82.41                                                        | 80.82                                                        | 80.95                                                        | 84.50                                                        | 82.00                                                        | 79.27                                                        | 76.05                                                        | 77.77                                                        |
| Fuente: Instituto Nacional de Sismología, Vulcanología, Meteorología e Hidrología de Guatemala |                                                              |                                                              |                                                              |                                                              |                                                              |                                                              |                                                              |                                                              |                                                              |                                                              |                                                              |                                                              |                                                              |

## Límites
La cabecera Municipal está situada en la cima de la Montaña Santa Lucía, a 1180 metros sobre el nivel del mar y a sólo 11 km de la capital del país, Tegucigalpa.
| Orientación | Límite                                           |
| ----------- | ------------------------------------------------ |
| Norte       | Municipio de Distrito Central, Francisco Morazán |
| Sur         | Municipio de Distrito Central, Francisco Morazán |
| Este        | Municipio de Valle de Ángeles, Francisco Morazán |
| Oeste       | Municipio de Distrito Central, Francisco Morazán |

La topografía del Municipio de Santa Lucía es irregular. Elevaciones entre los 1100 y 2085 metros sobre el nivel del mar.

## División Política
Aldeas: 6 (2013)
Caseríos: 46 (2013)
| Código | Aldea                         |
| ------ | ----------------------------- |
| 082301 | Santa Lucía                   |
| 082302 | El Chimbo                     |
| 082303 | El Edén                       |
| 082304 | El Piliguín                   |
| 082305 | Montaña Grande o de Los Lagos |
| 082306 | Zarabanda                     |